# Uordoru
Uordoru, Orduru, Ordoru e Ordru foi uma vila do distrito de Bassiana, na província de Airarate. Era sede da família Ordúnio, uma das casas nobres (nacarares) do Reino da Armênia. No reinado de Cosroes III (r. 330–339), quando os Ordúnios foram exterminados sob ordens do rei, a vila foi concedida ao bispo de Bassiana. Sua localização exata suscita debates. Suren Eremyan propôs que estivesse ao norte de Carim (atual Erzurum, na Turquia).